# Rhaphiomidas auratus
Rhaphiomidas auratus är en tvåvingeart som beskrevs av Mont A. Cazier 1985. Rhaphiomidas auratus ingår i släktet Rhaphiomidas och familjen Mydidae.
Artens utbredningsområde är Nevada. Inga underarter finns listade i Catalogue of Life.